# 馬骨

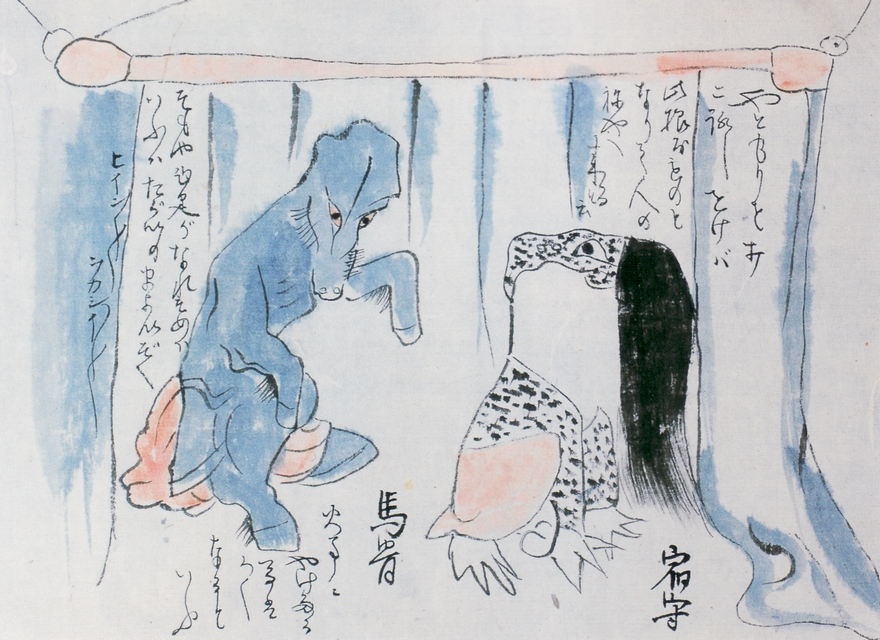
從佐川町教育委員會收藏的中可以看到「馬骨」（左側）和。

馬骨（日语：／ Bakotsu）是江戶時代繪製的妖怪繪卷《土佐妖怪草紙》中所描繪的妖怪。

## 概要
在《土佐妖怪草紙》中，馬骨是一隻馬的妖怪，與蟾蜍妖怪「宿守」一起出現在屋內吊掛的蚊帳中，互相對峙。據記載，這隻妖怪是因火災被燒死的馬變化而成的。

## 馬骨與火
在江戶時代，從馬骨提取的脂肪製成的低品質且廉價的蠟燭也被稱為「馬的骨頭」。此外，像「不知道是哪個馬的骨頭（牛的骨頭）」或「不清楚是馬的骨頭還是牛的骨頭」等慣用語或俗語的語源之一，指的是因火災而燒毀的馬或牛的骨頭。繪卷中與這隻妖怪相關的「火」的說明，可能也基於這些傳說。
在日本各地有這樣的俗信：若飼養的牛馬被捲入火災中燒死是不吉利的，會導致家運不振（山口縣），甚至會帶來七代的詛咒（靜岡縣、山梨縣、愛知縣、福井縣）。在東北地區，馬被認為是一種害怕火的動物，據說一旦目睹火災，馬就會因恐懼而無法動彈。
此外有一種說法認為，妖狐所燃燒的「狐火」中，所使用的燃料就是「馬的骨頭」。